# Hochschule auf Gotland

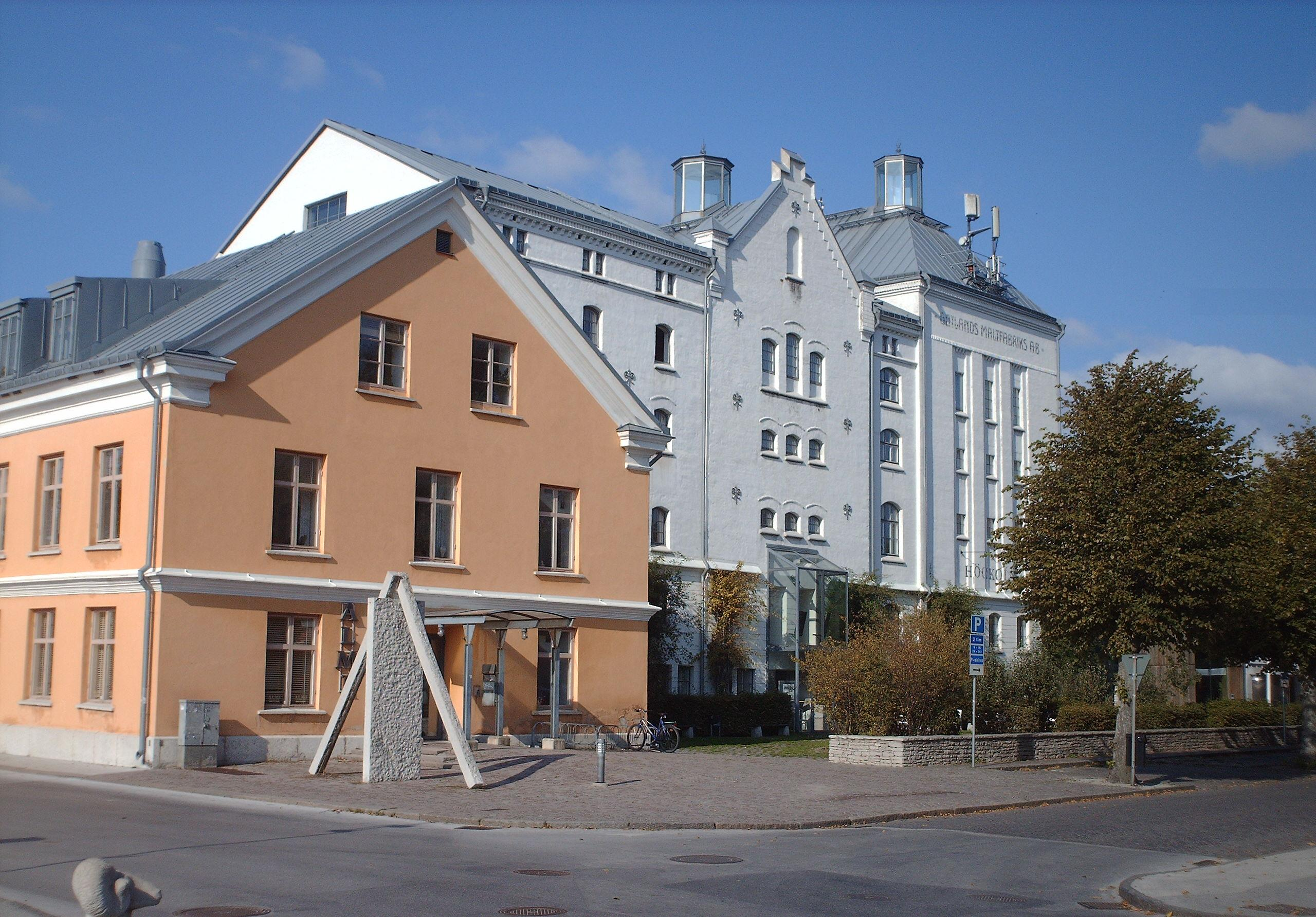
Högskolan på Gotland

Die Hochschule auf Gotland (schwedisch: Högskolan på Gotland) war eine 1998 gegründete Fachhochschule in Visby auf der schwedischen Ostseeinsel Gotland. Auf Gotland gab es bereits seit den 1970ern einen Hochschulzweig, jedoch keine eigenständige Hochschule.
Am 1. Juli 2013 wurde die Hochschule auf Gotland als eigenständige Bildungsinstitution geschlossen und mit der Universität Uppsala zusammengelegt. Seitdem wird die ehemalige Hochschule als Uppsala universitet Campus Gotland geführt.
Das Gebäude befindet sich zwischen dem heutigen und dem mittelalterlichen (Almedalen) Hafen von Visby. An der Hochschule sind 20 Fachbereiche präsent, die zusammen 14 Bachelor- und 5 Masterstudiengängen anbieten. Dabei ist nur der Fachbereich für Computerspieldesign (Institutionen för speldesign) ausschließlich in Visby beheimatet, alle anderen verteilen sich auf Uppsala und Visby. Insgesamt zählt die Hochschule 6000 Studierende, darunter 2100 Vollzeitstudierende, sowie 1800 Mitarbeiter.